# Тейлор, Джоанна
Джоа́нна Те́йлор (англ. Joanna Taylor; род. 24 июля 1978, Тутинг, Южный Лондон, Англия, Великобритания) — британская актриса и фотомодель.

## Биография
Родилась 24 июля 1978 года в Тутинге (Южный Лондон, Англия, Великобритания). Окончила школу драмы «Guildford School of Acting».
Начала свою карьеру в качестве фотомодели в 1995 году. В кино дебютировала в 1999 году, сыграв роль регистраторши в эпизоде «Моё имя принадлежит тебе» телесериала «Удивительная ты». В 2007 году Тейлор сыграла свою седьмую и последнюю роль — Фиону в фильме «Снова в деле».

## Личная жизнь
В 2004—2019 годы Джоанна была замужем за футболистом Дэнни Мерфи, от которого у неё есть двое детей — дочь Майя Ив Мёрфи (род. 15 августа 2006) и сын Итан Мёрфи (род. 2010).

## Фильмография
| Год       |   | Русское название                | Оригинальное название          | Роль                 |
| --------- | - | ------------------------------- | ------------------------------ | -------------------- |
| 1999      | с | Удивительная ты                 | Wonderful You                  | регистраторша        |
| 1999—2001 | с | Холлиокс                        | Hollyoaks                      | Джери Хадсон Канлифф |
| 2001      | ф | Холлиокс: Неприличное поведение | Hollyoaks: Indecent Behaviour  | Джери Хадсон         |
| 2002—2004 | с | Мерси Бит                       | Mersey Beat                    | Джеки Браун          |
| 2004      | с | Впечатлительный Джон Калшоу     | The Impressionable Jon Culshaw | полицейский          |
| 2004      | ф | После апокалипсиса              | Post Impact                    | Сара Хенли           |
| 2007      | ф | Снова в деле                    | Back in Business               | Фиона                |